# Ansitz Rothenburg

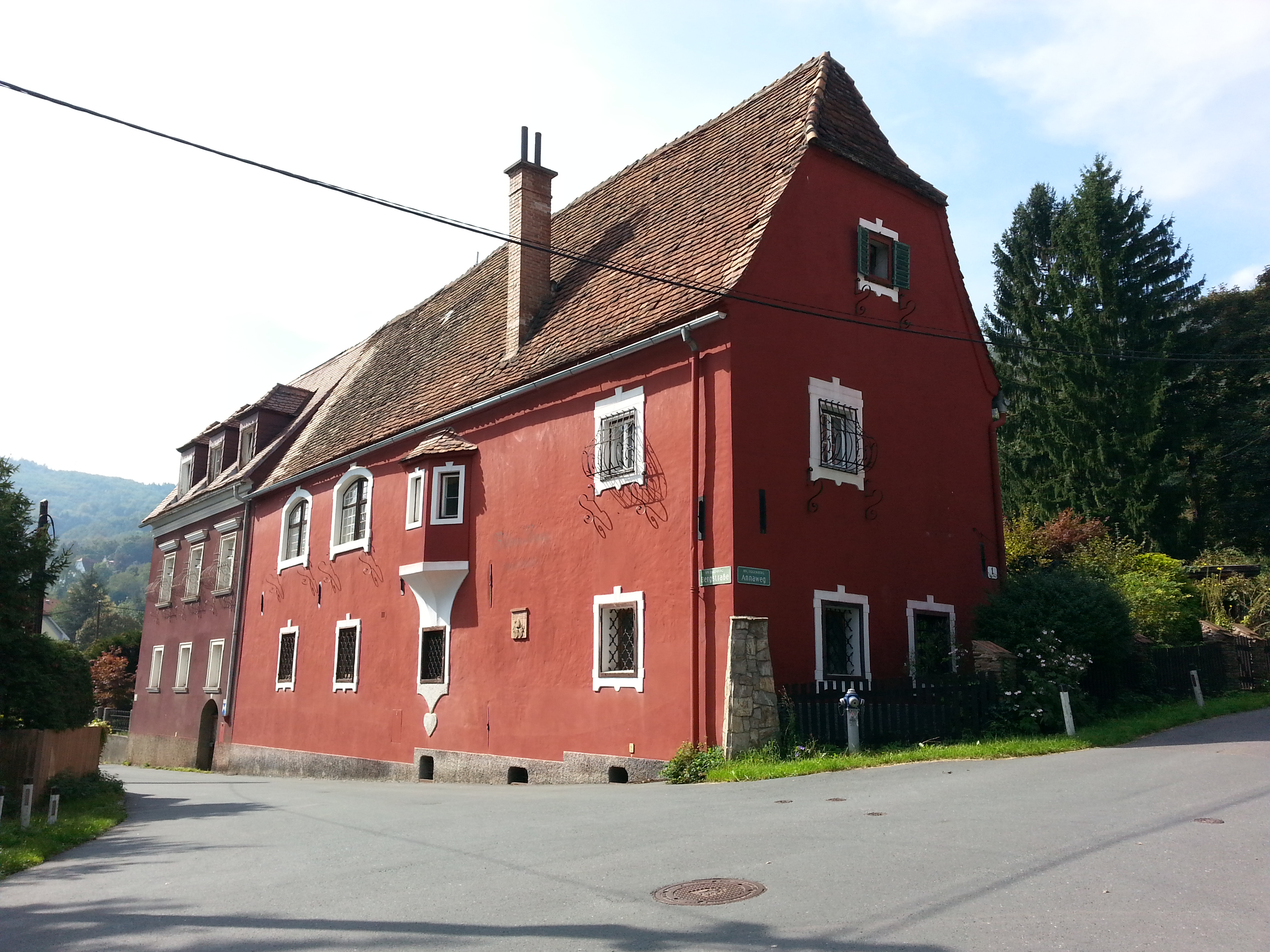
Der Ansitz im September 2014

Der Ansitz Rothenburg ist ein kleines Grazer Schloss. Die Geschichte des Anwesens geht bis auf das 14. Jahrhundert zurück, wobei das eigentliche Schloss erst vermutlich 1579 errichtet wurde. Seither wurde er jedoch häufig umgebaut.
Das Schloss liegt im 14. Grazer Stadtbezirk Eggenberg. Es steht an der Kreuzung der Bergstraße mit dem Annaweg.

## Geschichte

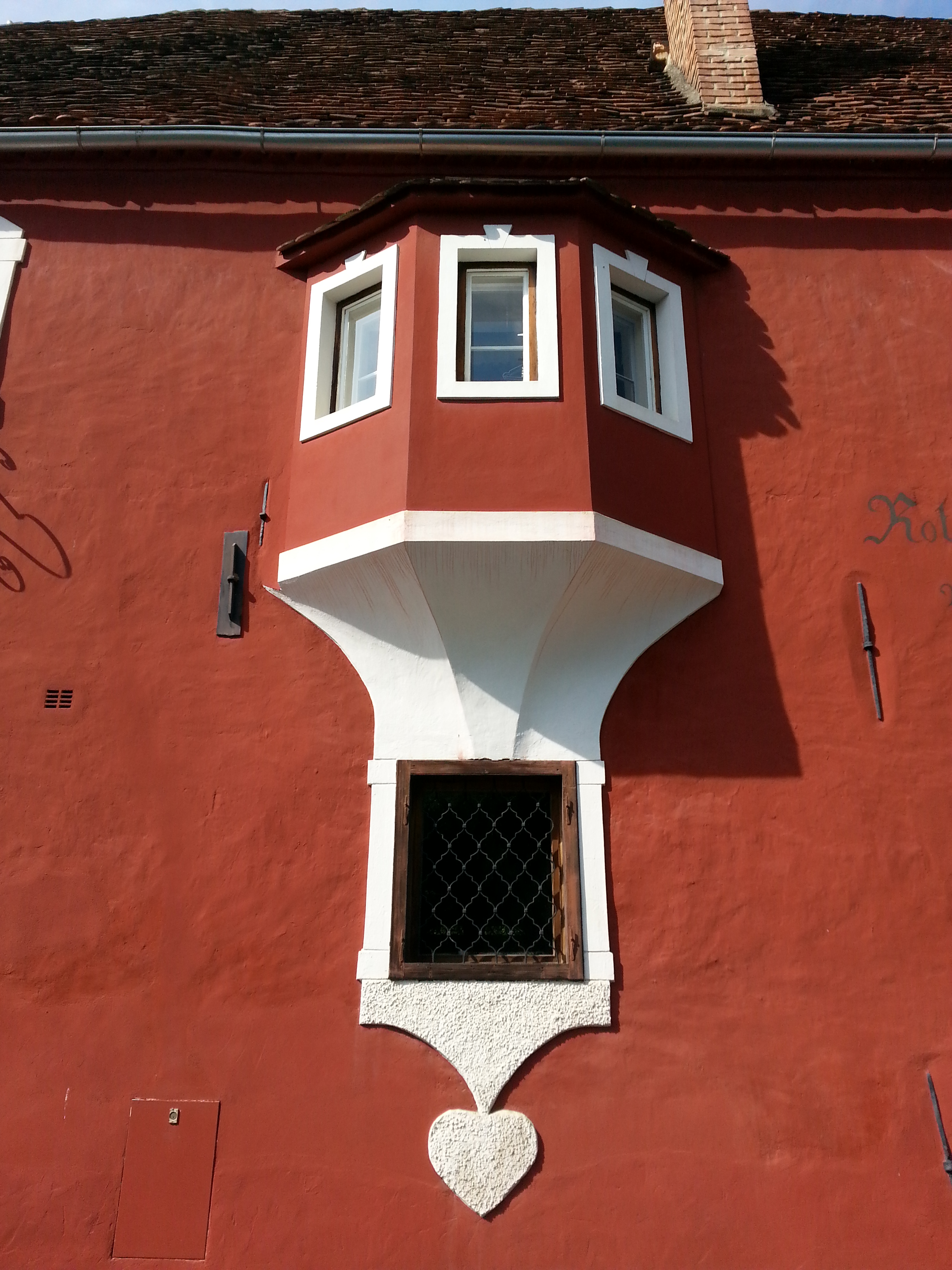
Der Erker des Ansitzes

Das heutige Schloss war ursprünglich ein Gutshof, der sich im Besitz des Stiftes Rein befand. Im Jahr 1385 kam Friedrich der Wagerspacher in den Besitz des Gutes. Das eigentliche Schloss wurde laut einer Inschrift, deren Echtheit jedoch angezweifelt wird, im Jahr 1579 vom Abt Georg Freiseisen von Rein erbaut. In den folgenden Jahren kam es zur Herrschaft Eggenberg. 1740 übergab Johann Ernst Karl von Ortenhofen den Besitz an seine Erben. Es kam noch zu vielen Besitzerwechseln, ehe das Anwesen im Jahr 1916 an den Rittmeister Johann Leiningen-Westerburg kam. Dieser ließ es unter anderem renovieren. Im Jahr 1973 wurde das Dach ausgebaut.

## Beschreibung
Das heutige Schloss ist ein hakenförmiger, zweistöckiger Bau mit einem Walmdach sowie einer glatten, rotgestrichenen Fassade. Die Schopfwalmgiebel des südlichen Gebäudetraktes stammen vermutlich aus dem 17. Jahrhundert. weiters weist das Gebäude einen kleinen Polygonerker der auf die Bauzeit datiert werden kann sowie mehrere schmiedeeiserne Fenstergitterkörbe aus dem 17. und späteren 18. Jahrhundert auf. Die zweigeschoßigen Säulenarkaden auf der Gartenseite wurden 1916 angebaut. Die Stärke der Mauern beträgt im Erdgeschoß zwischen 80 und 85 Zentimetern. Weiters findet man im Inneren mehrere profilierte Holzbalkendecken.